# Tremella iduensis
Tremella iduensis é uma espécie de fungo da família Tremellaceae. Produz basidiocarpos (corpos frutíferos) gelatinosos, amarelos, frondosos, e é parasita de outros fungos, provavelmente espécies de Hypoxylon [en] em galhos mortos e recém-caídos de árvores latifoliadas. Foi registrada no Japão e na China. A Tremella flava, descrita em Taiwan, pode ser um sinônimo.

## Taxonomia
A Tremella iduensis foi publicada pela primeira vez em 1939 pelo micologista japonês Yosio Kobayasi.

## Descrição
Os corpos frutíferos são gelatinosos, amarelos brilhantes, com até 2,5 cm de diâmetro e ramificados, com frondes semelhantes a chifres. Microscopicamente, os basídios são tremelóides (elipsóides, com septos oblíquos a verticais), quadricelulares, 17 a 18 por 12 a 13 μm. Os basidiósporos são ovoides a elipsoides, lisos, com 8,5 a 9,5 por 7,5 a 8,5 μm.

## Espécies similares
A Tremella flava foi descrita em Taiwan como “parecida com a T. iduensis”, mas diferindo no tamanho de seus basidiósporos (7 a 9 por 5 a 6,5 μm) e basídios. Foi sugerido que ela pode ser um sinônimo posterior da T. iduensis. Outras espécies de Tremella amarela são lobadas ou foliáceas e não possuem frondes em forma de chifre.

## Habitat e distribuição
A Tremella iduensis é um parasita de fungos lignolíticos, provavelmente espécies de Hypoxylon. Ela foi originalmente descrita a partir de Castanopsis sieboldii [en] e é encontrada em galhos mortos, presos ou recentemente caídos de árvores latifoliadas.
Atualmente, a espécie é conhecida no Japão e na China.